# Sunbury (Ohio)
Sunbury – wieś w Stanach Zjednoczonych, w stanie Ohio, w hrabstwie Delaware.